# حسینیه (شرقیه)
حسینیه نام شهر و شهرستانی در استان شرقیه مصر است.